# Erik Widmark

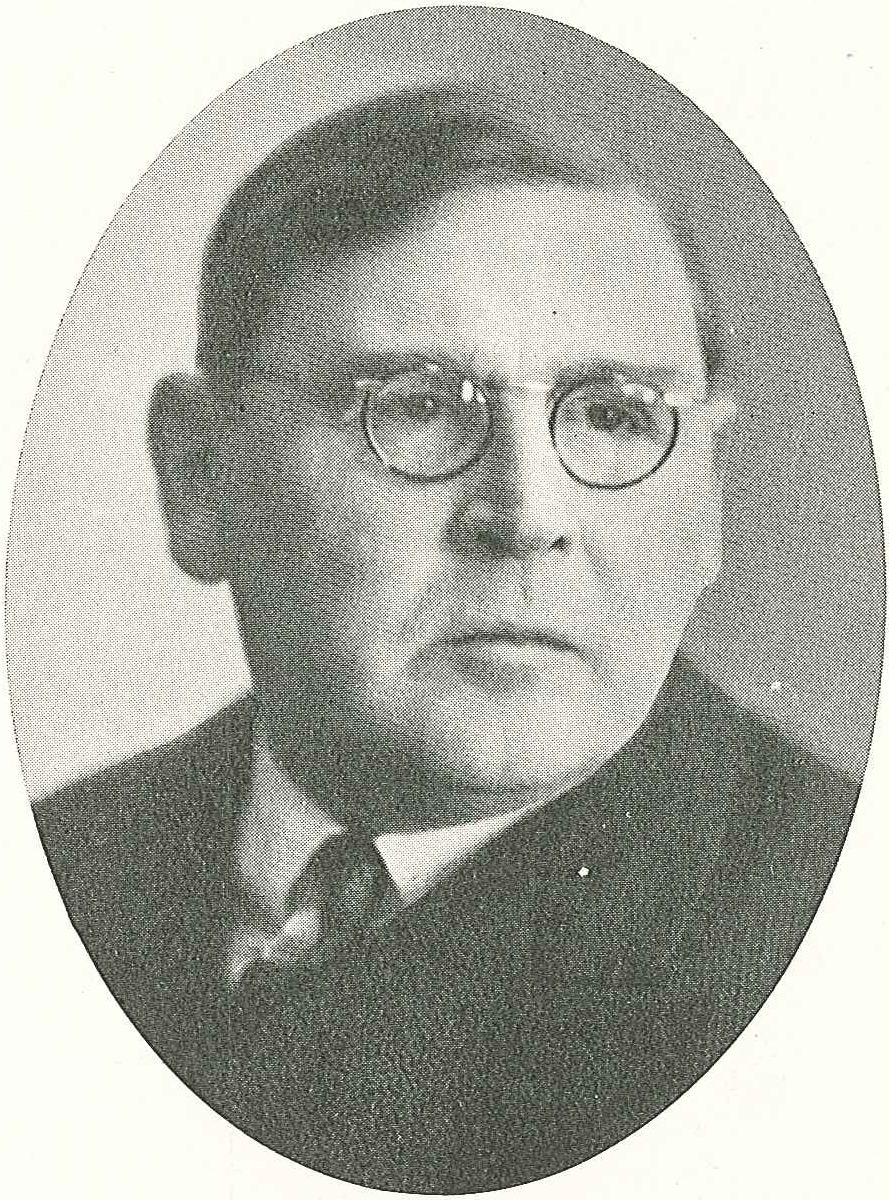
Erik Widmark

Erik Matteo Prochet Widmark (* 1889 in Helsingborg; † 1945) war ein schwedischer Chemiker und Professor am Institut für medizinische Chemie der Universität Lund. Er entwickelte 1922 eine Methode zur Bestimmung der Blutalkoholkonzentration.
Widmark war der erste Wissenschaftler, der systematisch die Absorption, Verteilung und Eliminierung des Alkohols im menschlichen Körper erforschte und seine Ergebnisse in mathematische Formeln (Widmark-Formel) fasste. Widmark gehörte auch zu den ersten, die vor karzinogenen Effekten gebratener Speisen warnten. Er wurde 1938 Mitglied der Schwedischen Akademie der Wissenschaften. Der International Council on Alcohol, Drugs and Traffic Safety (ICADTS) vergibt seit 1965 den Widmark Award für wissenschaftliche Leistungen auf den Gebieten von Alkohol, anderen Drogen und Verkehrssicherheit, u. a. 1977 an den deutschen Bund gegen Alkohol und Drogen im Straßenverkehr.

## Veröffentlichungen
- Die theoretischen Grundlagen und die praktische Verwendbarkeit der gerichtlich-medizinischen Alkoholbestimmung. Urband & Schwarzenberg, Berlin/Wien 1932.